# Corso legale
Uno strumento di pagamento ha corso legale in un territorio quando nessuno può rifiutare di riceverlo in adempimento a un debito in quella valuta. Il creditore deve accettare il mezzo di pagamento per il suo valore nominale.
Storicamente, i mezzi di pagamento cui la legge ha conferito il potere di liberare il debitore sono la cartamoneta e la moneta metallica, ovvero la cosiddetta "moneta fiduciaria". Invece, gli strumenti di trasferimento in moneta documentale, come gli assegni e le carte di pagamento, non godono del corso legale e possono, quindi, essere rifiutati dal creditore. 
L'espressione "corso legale" non riguarda perciò le valute, ma solamente i mezzi di pagamento.
Tuttavia, il corso legale è attenuato da altre disposizioni di legge che ne limitano il potere liberatorio. Ad esempio, ci sono norme di legge che obbligano il debitore a effettuare i pagamenti oltre un certo valore mediante assegni o bonifici. 
Il corso legale può subire anche altre deroghe. Nei paesi socialisti, ad esempio, certi negozi erano riservati a chi pagava in valuta estera ed era proibito pagare in moneta legale.
A partire dal 28 febbraio 2002 l'euro è la sola moneta avente corso legale nella zona euro.

## Italia
In Italia, il rifiuto di monete aventi corso legale è un illecito amministrativo: chiunque rifiuta di ricevere, per il loro valore, monete aventi corso legale nello Stato, è punito con la sanzione amministrativa fino a euro 30 (art. 693 c.p.). Secondo la disciplina civilistica, inoltre, i debiti pecuniari si estinguono con moneta avente corso legale nello Stato al tempo del pagamento e per il suo valore nominale; se la somma dovuta era determinata in una moneta che non ha più corso legale al tempo del pagamento, questo deve farsi in moneta legale ragguagliata per valore alla prima (art. 1277 c.c.). Se la somma dovuta è determinata in una moneta non avente corso legale nello Stato, il debitore ha facoltà di pagare in moneta legale, al corso del cambio nel giorno della scadenza e nel luogo stabilito per il pagamento. È illecito il rifiuto della valuta ufficiale come mezzo di pagamento (art. 1278 c.c.).
Il corso legale di alcune valute è disciplinato anche da accordi sovranazionali per le transazioni commerciali e finanziarie. Gli accordi di Bretton Woods prevedevano che il dollaro fosse l'unica moneta utilizzabile per i pagamenti fra due Paesi aventi valute diverse.

## Regno Unito
Ciò che è classificato come corso legale (legal tender) nel Regno Unito varia a seconda della nazione. In Inghilterra e Galles, hanno corso legale le monete della Royal Mint e le banconote della Bank of England. In Scozia e Irlanda del Nord hanno corso legale soltanto le monete della Royal Mint, non le banconote.
Pertanto, le banconote inglesi non hanno corso legale in Scozia e Irlanda del Nord, mentre le banconote scozzesi non hanno corso legale né in Inghilterra, né in Scozia. Infine, gli assegni, le carte di debito ed i pagamenti contactless non hanno mai corso legale.
Esistono ulteriori restrizioni concernenti le monete, ad esempio, le monete da 1p e 2p godono del corso legale solamente per importi fino a 20 pence.
Le banconote della Bank of England smettono di avere corso legale quando la stessa banca emittente le ritira. Quando ciò accade viene dato un preavviso di alcuni mesi prima del ritiro, inoltre, viene anticipatamente progettata ed emessa una nuova banconota sostitutiva. Le banconote della Bank of England mantengono sempre il loro valore nominale.

## Svizzera
Nella Confederazione Svizzera hanno corso legale unicamente le banconote emesse dalla Banca nazionale svizzera, i depositi a vista in franchi presso la medesima banca nazionale e le monete dalla Confederazione coniate dalla Swissmint. Sussistono inoltre restrizioni concernenti le monete divisionali, infatti, esse hanno corso legale per i pagamenti solamente sino ad una quantità massima di cento unità, indipendentemente dal loro taglio.
Infine, le monete commemorative e i mezzi di pagamento emessi da privati quali assegni, carte di credito o di pagamento, denaro elettronico e averi in conti correnti bancari o postali non hanno corso legale.